# Decma thai
Decma thai är en insektsart som beskrevs av Andrej Vasiljevitj Gorochov 1998. Decma thai ingår i släktet Decma och familjen vårtbitare. Inga underarter finns listade i Catalogue of Life.